# Supersypnoides laevis
Supersypnoides laevis là một loài bướm đêm trong họ Noctuidae.